# 匈牙利帕戈

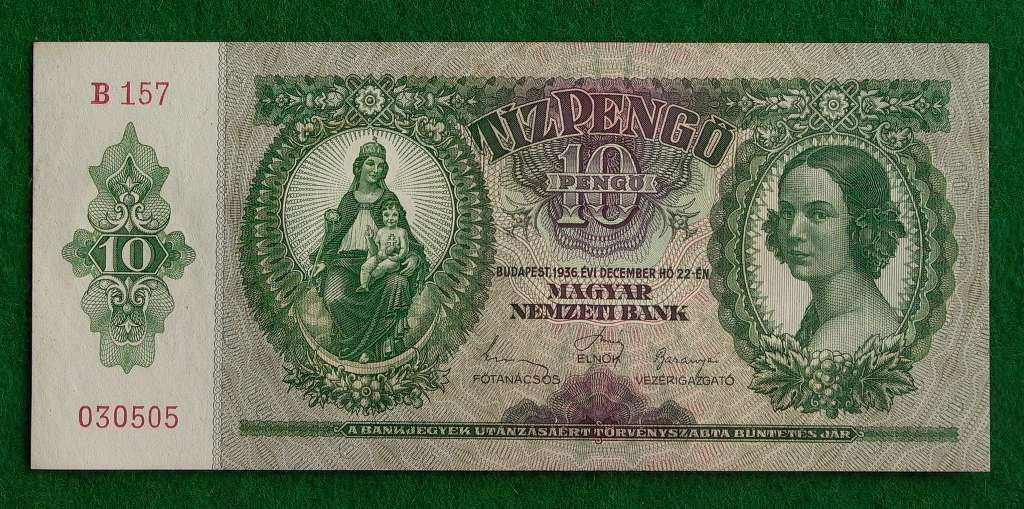
10帕戈（1936年）

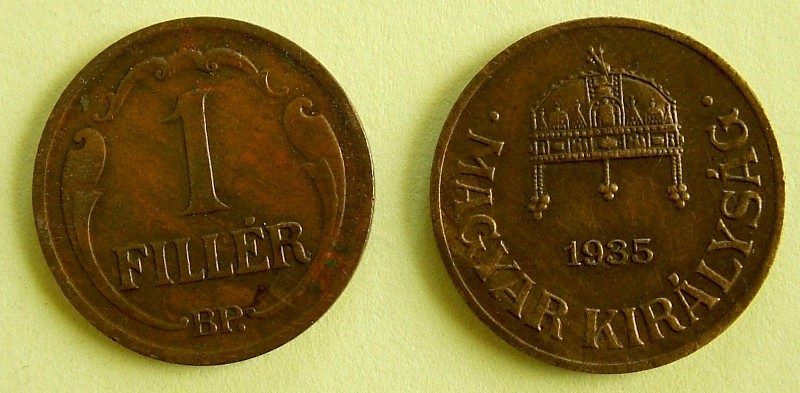
一帕戈可被分成一百菲勒。

帕戈（Pengő），是匈牙利的舊貨幣，在1927年1月21日到1946年7月31日這段期間內流通，在短暫且迅速貨幣貶值之後被福林取代。一帕戈可被分成一百菲勒（fillér）。

## 簡介
在第一次世界大戰之後，奧匈帝國的貨幣克朗遭遇了嚴重的通貨膨脹。在匈牙利境內開始使用新的貨幣帕戈，當時一帕戈價值為12,500克朗，而且3800帕戈等於1公斤的黃金。但和克朗不同的地方是從來沒有用金鑄的帕戈。

## 超通貨膨脹
帕戈在第二次世界大戰後失去價值，遭受到紀錄上有史以來最嚴重的貨幣貶值。帕戈雖然有重新定價（例如規定在1945年12月19日起，所有紙幣須加貼小票方可使用，而該小票價值售價是被加貼的鈔票面額之4倍，使貨幣發行量減少了80%），但是還是沒有辦法停止貶值，而物價飛漲到了無法控制的地步，計價時需要用到極高的位數。
面值10垓帕戈（Egy Milliárd B.-Pengő）的鈔票，也就是1021帕戈，有印出但是沒有發行，成為歷史上最高面額的未發行鈔票。

## 稅帕戈

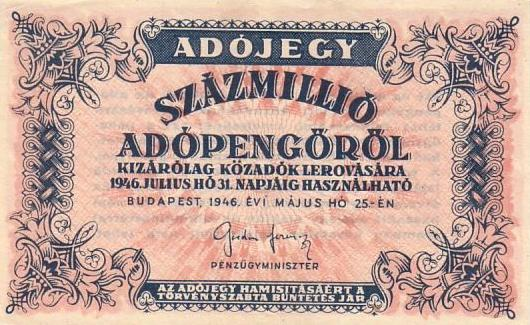
1億稅帕戈儲稅券（1946年7月25日發行）

匈牙利政府在此時刻急需一種不受通貨膨脹影響的會計單位以制定預算，於是在1946年1月制定了以零售價格為基準，按日浮動的稅帕戈（Adópengő）。當年5月稅帕戈儲稅券推出，最初用於繳稅，6月23日起開始用於繳納公共服務費用，7月8日起按每日公布的比價與帕戈並行為法幣。由於帕戈鈔票已等同廢紙，稅帕戈儲稅券已實質取代帕戈。但稅帕戈貶值速度竟比帕戈更快，原本遏止通貨膨脹的用意完全落空。稅帕戈和帕戈的最後比價為1比2,000,000,000,000,000,000,000帕戈（2×1021，20垓）。發行中的稅帕戈儲稅券最高面值為1億稅帕戈，另有10億稅帕戈儲稅券未發行。

## 被福林取代
匈牙利的經濟惡劣到需要靠使用新的貨幣才能穩定，因此在1946年8月1日，福林（Forint）開始使用，對換價格為1比400,000,000,000,000,000,000,000,000,000帕戈（4×1029，40穰），或二億稅帕戈。

## 參看
- 惡性通貨膨脹
- 货币改值